# Siegfried Werth

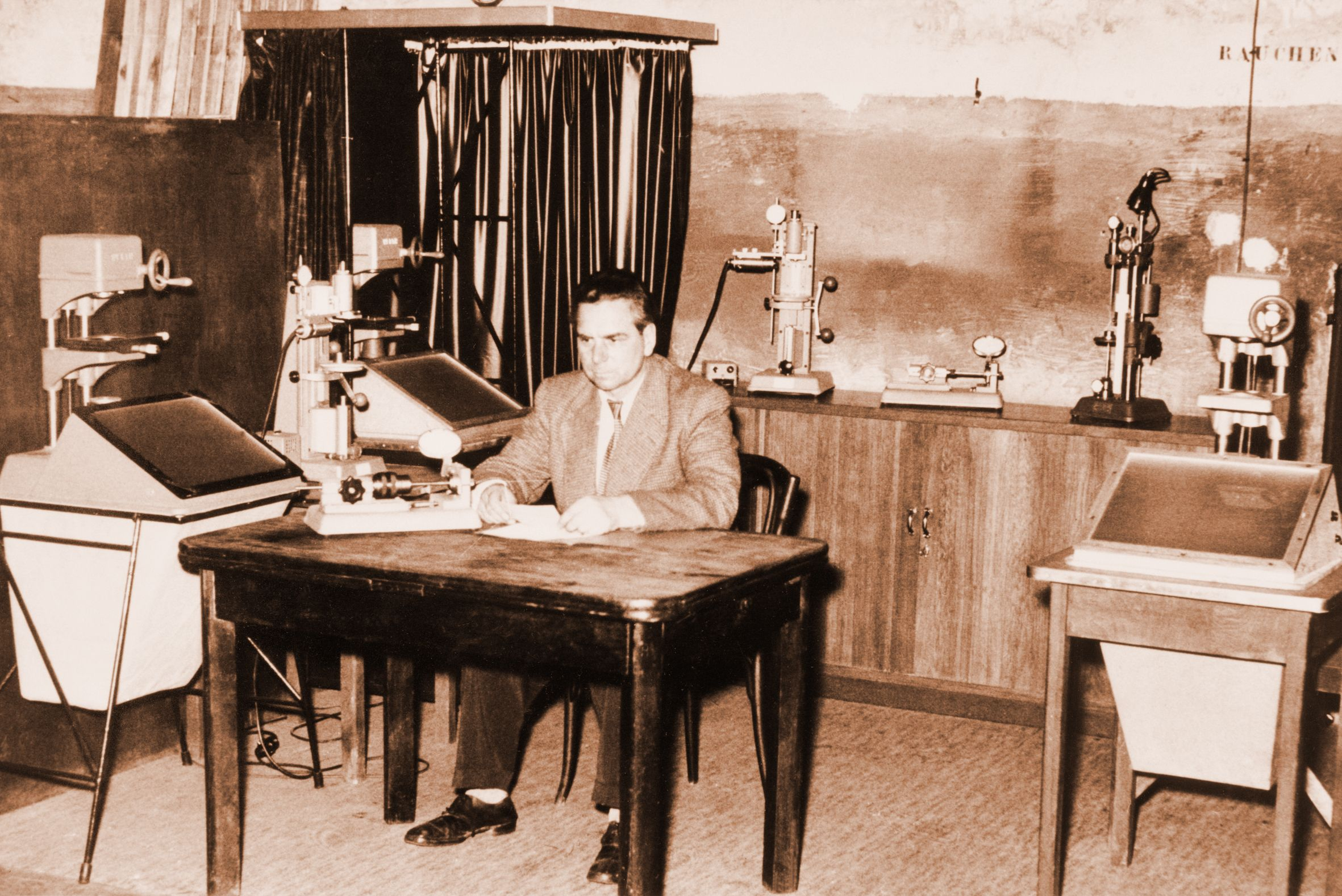
Siegfried Werth mit Pultprojektoren und Ziehsteinmessgeräten auf der Hannover Messe (ca. 1955)

Siegfried Werth (* 1907; † 1982) war ein deutscher Messtechnik-Entwickler und Unternehmer. 

## Werdegang
Nach dem Maschinenbaustudium und Promotion zum Dr.-Ing. an der Technischen Hochschule Berlin (heute TU Berlin) gründete er im Jahr 1951 die Firma Werth Apparate und Maschinen. Aus diesem Unternehmen entstand später die Werth Messtechnik GmbH. Das Unternehmen siedelte 1958 von Düsseldorf nach Gießen um und ist heute einer der Weltmarktführer in der Koordinatenmesstechnik mit optischen Sensoren, Röntgentomografie und Multisensorik.
Anfang der 1950er Jahre entwickelte Siegfried Werth seine ersten Messgeräte – Kegeltaster, Zetmeter und Panohol, die für das Messen und Prüfen von Ziehsteinen für die Drahtherstellung eingesetzt wurden. 1955 entwarf er den ersten Profilprojektor in Pultbauweise, der wesentlich leichter und kompakter als konventionelle Modelle in Säulenbauweise war. Mithilfe von Spiegeln wurde der optische Strahlengang in das Gehäuse integriert. Hierdurch verfügten die Messgeräte auch über eine verbesserte Ergonomie.

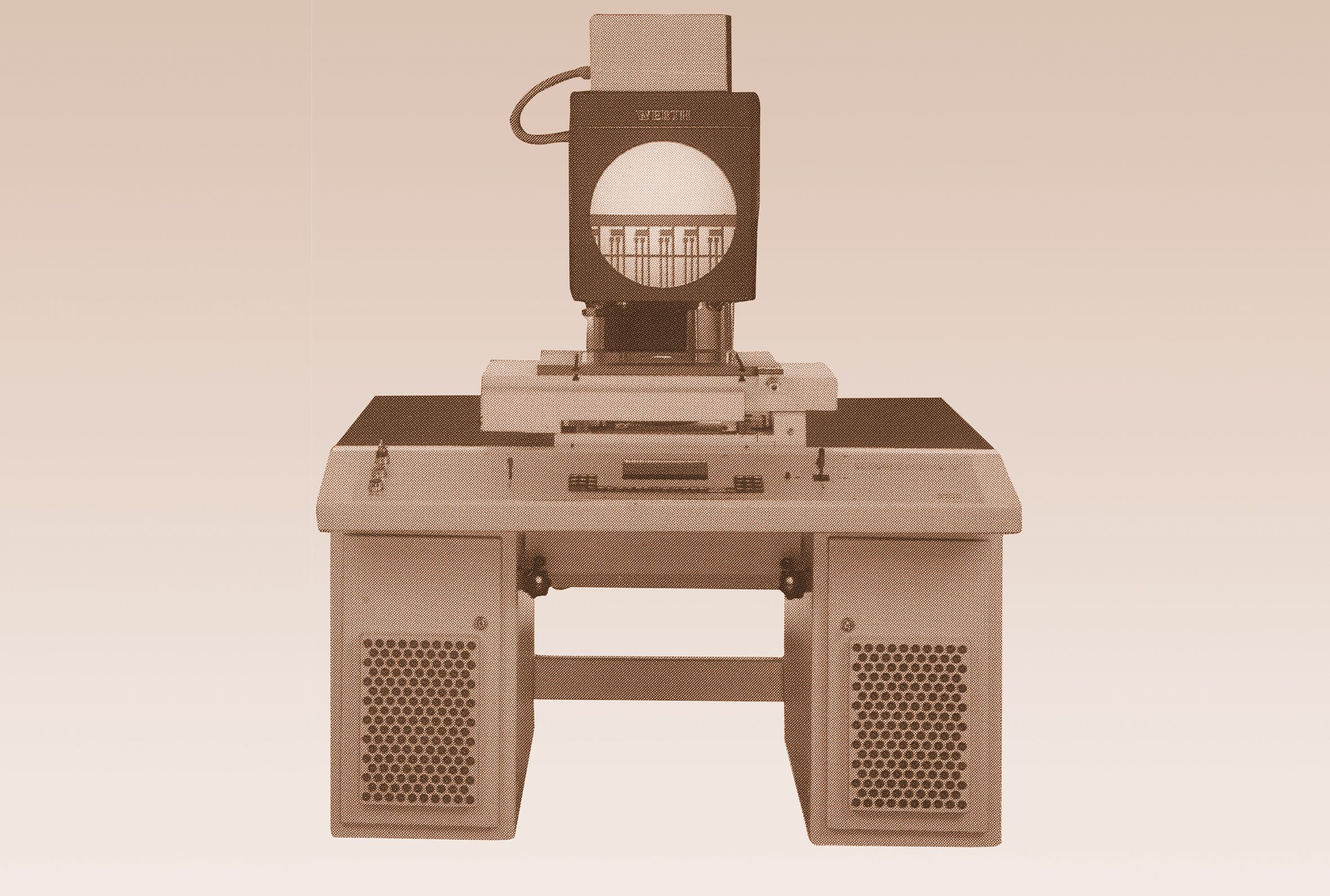
Optimus CC – vollautomatisches optisches Koordinatenmessgerät (1980)

Ende der 1970er Jahre entwickelte Siegfried Werth den ersten optischen Sensor für Messprojektoren. Das Werth-Tastauge ist ein punktförmiger Fasersensor für den Einsatz im Durchlichtverfahren, also am Schattenbild des Werkstücks. Beim Überfahren der Werkstückkante wird anhand des Hell-Dunkel-Übergangs automatisch die Kantenposition detektiert. In Verbindung mit einer CNC-Steuerung ermöglichte dieser Sensor 1980 erstmals die Automatisierung optischer Messgeräte.
1987 gründete die Witwe des Unternehmers, Maria Werth, zum Gedenken an das Lebenswerk ihres Mannes die Dr.-Ing. Siegfried Werth Stiftung, die seitdem wissenschaftliche Arbeiten auf dem Gebiet der berührungslosen dimensionellen Messtechnik fördert.